# Systran
Systran est une entreprise développant des technologies de traduction. En 1968, Peter Toma, chercheur au California Institute of Technology, lance son entreprise Systran avec pour objectif d'améliorer la traduction du russe en anglais. Elle sera rachetée en 1985 par un industriel français spécialisé dans la robinetterie, Jean Gachot. C'est l'une des plus anciennes entreprises développant des logiciels de traduction automatique dont elle est, avec Promt, un des deux acteurs principaux.
Systran est également le nom des logiciels conçus et commercialisés pour Windows ou Linux par la même société.

## Décennie canadienne de traduction automatique
En 1969, le parlement canadien adopte la loi sur les langues officielles. Le capitaine André Gouin de l'Aviation canadienne, aux études post-gradué à l'Institut de technologie de la USAF (AFIT - U.S. Air University), anticipe que cette loi générera un grand besoin de traduction. Il utilisa sa maîtrise  électrique, sur le système Systran (en développement avec la Foreign Technology Division).
Ce projet de recherche était sous la direction du professeur Matthew Kabrisky bio-ingénieur dont l’intérêt, était de comprendre le fonctionnement du cerveau. Complétée en mars 1970, Systran comporte 294 pages en incluant les annexes. (La restriction de transmission du document a été relevé en janvier 1973). On pourra aussi trouver un résumé à la référence de la " Defence Technical Information Center ",.
D'après le professeur Brian Harris ce fut aussi la première maîtrise canadienne sur la traduction automatique. Il est notable de savoir que le professeur Harris était le directeur du programme de traduction automatique de l'Université de Montréal, le TAUM.
Le succès obtenu de démontrer que Systran pouvait être modifié facilement pour fonctionner dans une nouvelle paire de langues aura été d'un grand atout pour le Peter Toma (inventeur de Systran) dans la continuation de ses recherches avec la USAF en 1970. En effet ce projet survint alors que la contrainte financière de l'époque vis-à-vis la traduction automatique, était en force suivant le rapport ALPAC. Ce résultat et quelques rapports produit en marge du projet pesa fortement sur le suivi de ce développement, qui mena en 1973 au projet de Apollo-Soyouz avec l’Union Soviétique.
En juin 1972, le conseil de recherche du Canada, qui supportait la recherche en traduction automatique tenu[Quoi ?]. Le but du séminaire était de déterminer s’il était propice pour le Conseil de poursuivre ces recherches ou de transférer l’activité au Bureau de traduction. Il y est fait référence dans le rapport « Machine Translation in Canada - 1972 » sur la TA au Canada en 1972, à la suite de ce séminaire
À la fin 1975, un test de la traduction automatique Systran eu lieu à CFB Borden - classe de mécaniciens. Un rapport des résultats du test peut être consulté sous MACHINE TRANSLATION EVALUATION
En avril 1976, le Major Gouin se retire des forces canadiennes pour cofonder la World Translation Company of Canada. Le but de la compagnie était d’exploiter le Systran tel qu’on l’aura remarqué ci-haut dans la « Full Article » . On procède au recrutement de l'équipe initiale. En tant que directeur technique de la firme M. Gouin se dirige vers LaJolla, pour deux semaines à la mi-mai, pour la préparation de l'entraînement à Latsec Inc. LaJolla, Calif. L’entrainement de l'équipe à La Jolla, dura 4 semaines pour le mois de juin 1976 à la Casa de la Playa, LaJolla, Ca. Au retour de l’équipe initiale on aura l’ouverture des bureaux canadiens au 220 rue Laurier ouest à Ottawa, Ontario, Canada.

## En Europe
En 1968, en Europe, est initiée la version initiale du système de traduction automatique Systran (SYStem TRANslation), «Systran Mainframe», commercialisé par World Translation Center Inc. et sociétés affiliées.
En 1975, un contrat avec WTC permet d'utiliser le système pour ses services de traduction, dans la version «EC-Systran Mainframe».
Des contrats signés entre 1976 et 1987 avec WTC cherchent à passer à neuf couples de langues.
A partir de septembre 1985, un ensemble de contrats permettent à Gachot SA d'acquérir les sociétés du groupe WTC, propriétaires de la technologie Systran et de la version Systran Mainframe du système de traduction automatique Systran. Ce groupe d'entreprise s'est dénommé groupe Systran.
Le 4 août 1987, le groupe Systran et la Commission signent un contrat pour organiser emsemble le développement et l’amélioration du système de traduction automatique Systran.
En 1988 et 1989, la Commission obtient de Gachot une «licence d’utilisation» du système de traduction automatique Systran pour les couples de langues allemand-anglais, allemand-français, anglais-grec, espagnol-anglais et espagnol-français.
En décembre 1991, la Commission dénonce le contrat considérant que Systran ne respecte pas ses obligations contractuelles. La version EC-Systran Mainframe compte alors seize versions linguistiques.
Par la suite, Systran crée  «Systran Unix» pouvant fonctionner sous Unix et Windows.
La Commission a développé la version EC-Systran Mainframe.
A partir de décembre 1997, des contrats de migration sont mis en place pour permettre au versions mainframe de l'union européenne de fonctionner sous Unix et sous Windows. Ce système est nommé «EC-Systran Unix».
La société Systran donne à la Commission la marque Systran de manière systématique pour tout système de traduction automatique dérivant du système de traduction automatique Systran d’origine aux seules fins de la diffusion ou de la mise à disposition de ce système.

## Produits
Plusieurs produits sont disponibles pour couvrir des besoins essentiellement entreprise, segment sur lequel SYSTRAN est spécialisé :
- SYSTRAN Pure Neural Server: la technologie de traduction neuronale sécurisée pour les besoins des entreprises
- SYSTRAN Translate PRO: traducteur de documents accessible à tous, des particuliers aux entreprises sur un modèle SaaS
- SYSTRAN Translate API: Connecteurs disponibles en standard et API de traduction pour s'intégrer aux applications métiers
- SYSTRAN Translate: Site web de traduction gratuite disponible en plus de 50 langues

Les solutions SYSTRAN sont notamment utilisés par :
- Société Générale, Banque de France, ING, Allianz, BNY Mellon
- Deloitte, KPMG, Continental, Shell, Eiffage, Swisspost
- Autodesk, Stadler, Webhelp, Lufthansa, Pfizer

## La Commission européenne
La Commission européenne a utilisé le logiciel EC Systran (version propriétaire de la commission) depuis près de trente ans. Elle lui a également apporté des modifications et mis gracieusement à la disposition des autres institutions publiques.
La société française Systran, tout en continuant à développer de son côté son logiciel Systran, a contesté à la Commission européenne le droit d'agir ainsi ; puis, faute d'accord amiable, a déposé en juillet 2005 une plainte contre la Commission européenne, et entamé en 2007 une action judiciaire pour violation de droits d'auteur. Le 16 décembre 2010, le Tribunal de l'Union européenne a condamné la Commission européenne, pour s’être octroyé le droit de réaliser des travaux devant entraîner une modification des éléments relatifs à une version du logiciel Systran qui se retrouvent dans la version EC-Systran Unix, sans avoir obtenu préalablement l’accord du groupe Systran, à verser à l’entreprise Systran une indemnité forfaitaire de 12 001 000 euros,,. À la suite de l'appel de la Commission européenne, les parties sont renvoyées devant les cours nationales.